# Maison natale de Jeanne d'Arc
La maison natale de Jeanne d'Arc est une maison du XVe siècle de style médiéval, située à Domrémy-la-Pucelle dans les Vosges en Lorraine (Région Grand Est).
Dans cette maison familiale de la famille d'Arc est née Jeanne d'Arc vers 1412 ; elle y a passé son enfance et y a entendu les voix et contemplé ses premières apparitions. La maison est classée monument historique depuis 1840 et labellisée Maisons des Illustres.

## Description

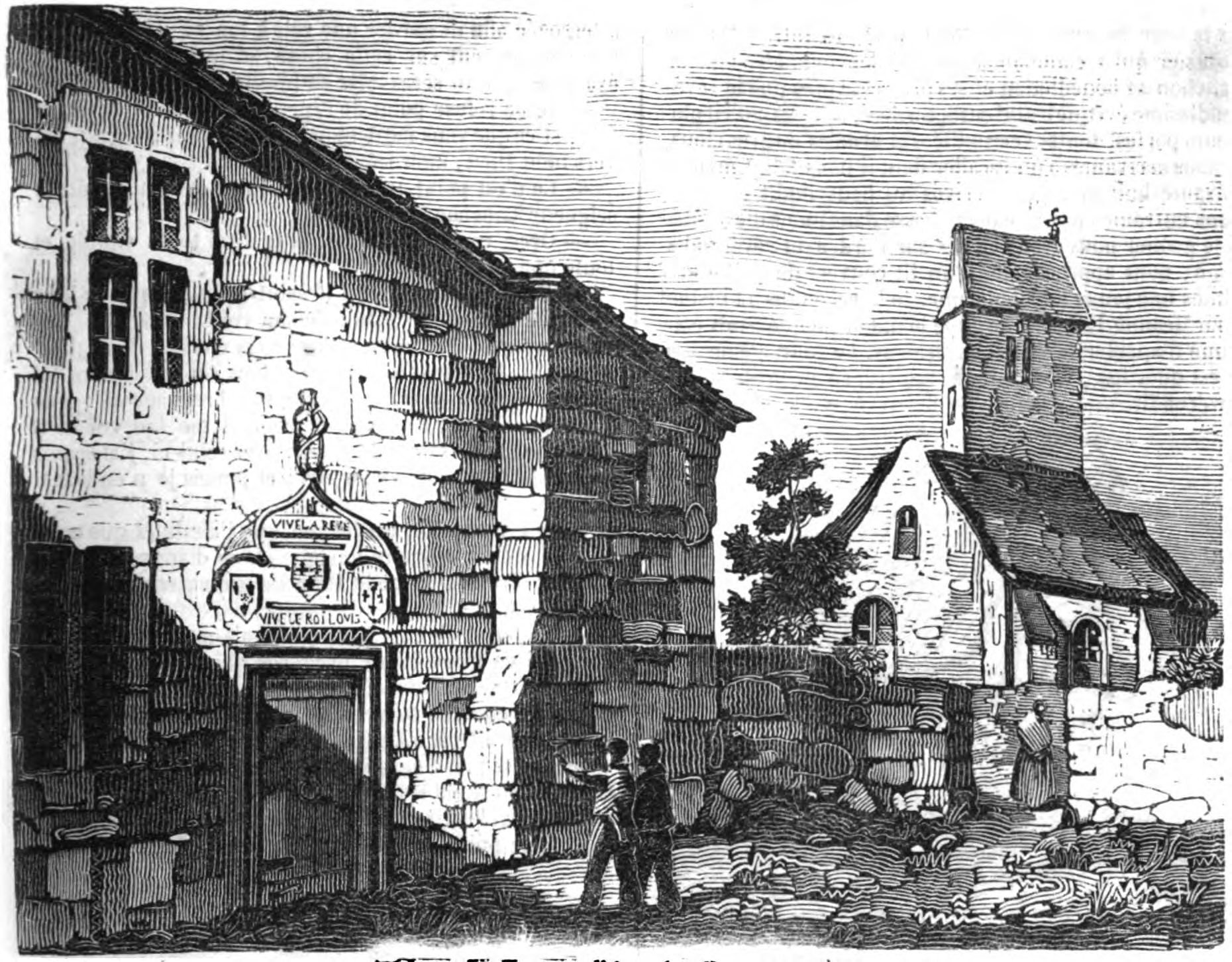
La maison natale de Jeanne d'Arc dans une gravure illustrant un conte de Frédéric Soulié, publié par la revue Musée des familles en 1834. L'arc trilobé qui orne le tympan de la porte date de 1481 et représente les armoiries de Jeanne d'Arc bûchées en 1830 lors des Trois Glorieuses puis restaurées.

La maison natale de Jeanne d'Arc, identifiée comme telle dès le XVe siècle (Jeanne d'Arc la décrit précisément lors de son procès), est à l'origine la maison d’habitation familiale du domaine de 20 hectares de Jacques d'Arc, paysan aisé et notable de la commune, et son épouse Isabelle Rommée. Elle est appuyée au coteau même dans le village de Domrémy, voisine de l'église Saint-Rémy, au bord de la Meuse qui sert de frontière entre le duché de Bar et le duché de Lorraine. Le père de Jeanne, Jacques d'Arc, devient également en 1420 un des fermiers du domaine de l'ancien château fort de l'Isle où il s'installe (château actuellement disparu des seigneurs du Château de Bourlémont, construit sur une île de Domrémy, entre deux bras de la Meuse). « D'ascension nobiliaire récente, les premiers détenteurs connus de la maison de Domremy-la-Pucelle semblent véhiculer, au travers de leurs choix architectoniques, les symboles de leur corps social. L'isolement de la parcelle, le choix des matériaux, le bénéfice d'un étage d'habitation, la forme et la stylistique des baies trahissent le rang des propriétaires bien qu'il manque encore des éléments de compréhension fondamentaux, tel que le système de circulation vers l'étage ou la destination exacte des lieux… La sentence « VIVE LABEUR » inscrite sur le linteau de la porte…, fait clairement référence à l'une des valeurs essentielles des classes supérieures laborieuses du monde rural. Cependant, les vestiges n'indiquent pas, en tant que tel , les activités développées au sein de l'édifice ».
La maison actuelle d'environ 100 m2, avec un étage et grenier, a été plusieurs fois modifiée durant les siècles. Le rez de chaussée de quatre pièces a été rénové et ouvert au public, avec espace muséographique contigu, avec plafond à la française, dalle de pierre, cheminée, fenêtre à croisée à meneau, toit en appentis recouvert de tuile canal comme l'église Saint-Rémy de Domrémy-la-Pucelle voisine.

## Voix, apparitions et prédictions de Jeanne d'Arc
Jeanne naît pendant la guerre de Cent Ans, guerre de succession qui oppose l'Angleterre à la France. L'Angleterre est alliée à la Bourgogne, où règnent des princes Français autonomes en quête d'indépendance qui ont acquis par héritage les territoires correspondant à l'ancien Bénélux.
Afin d'unifier leurs possessions (duché de Bourgogne et Pays-Bas bourguignons), les ducs de Bourgogne ont pour ambition d'annexer la Lorraine, le Barrois étant pour partie vassal du roi de France.
Traversé par la Meuse, la commune de Domrémy est située à un point géostratégique (Marche Lorraine).

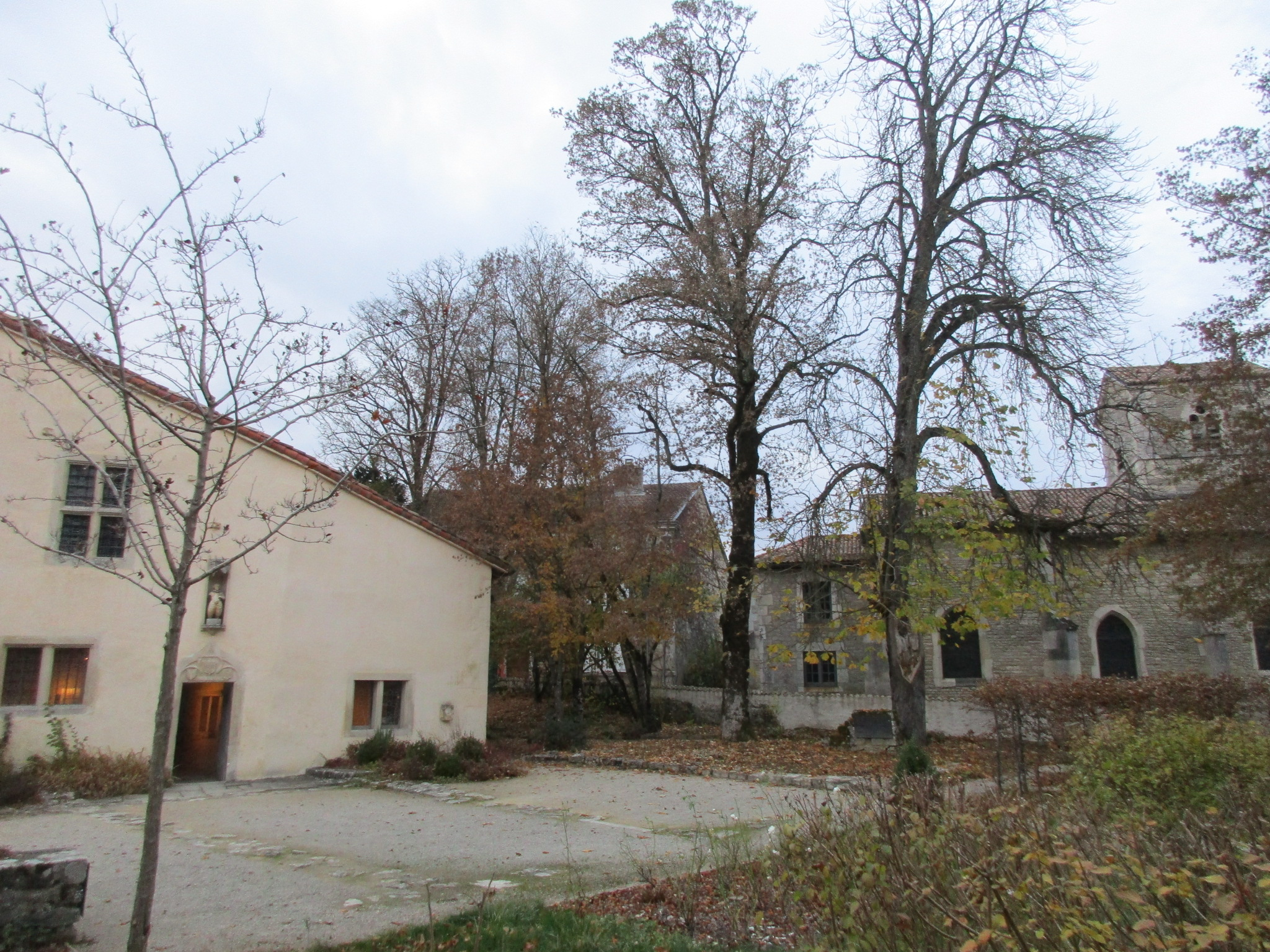
Lieu entre église et maison, où Jeanne entend et voit ses premières apparitions en 1420.
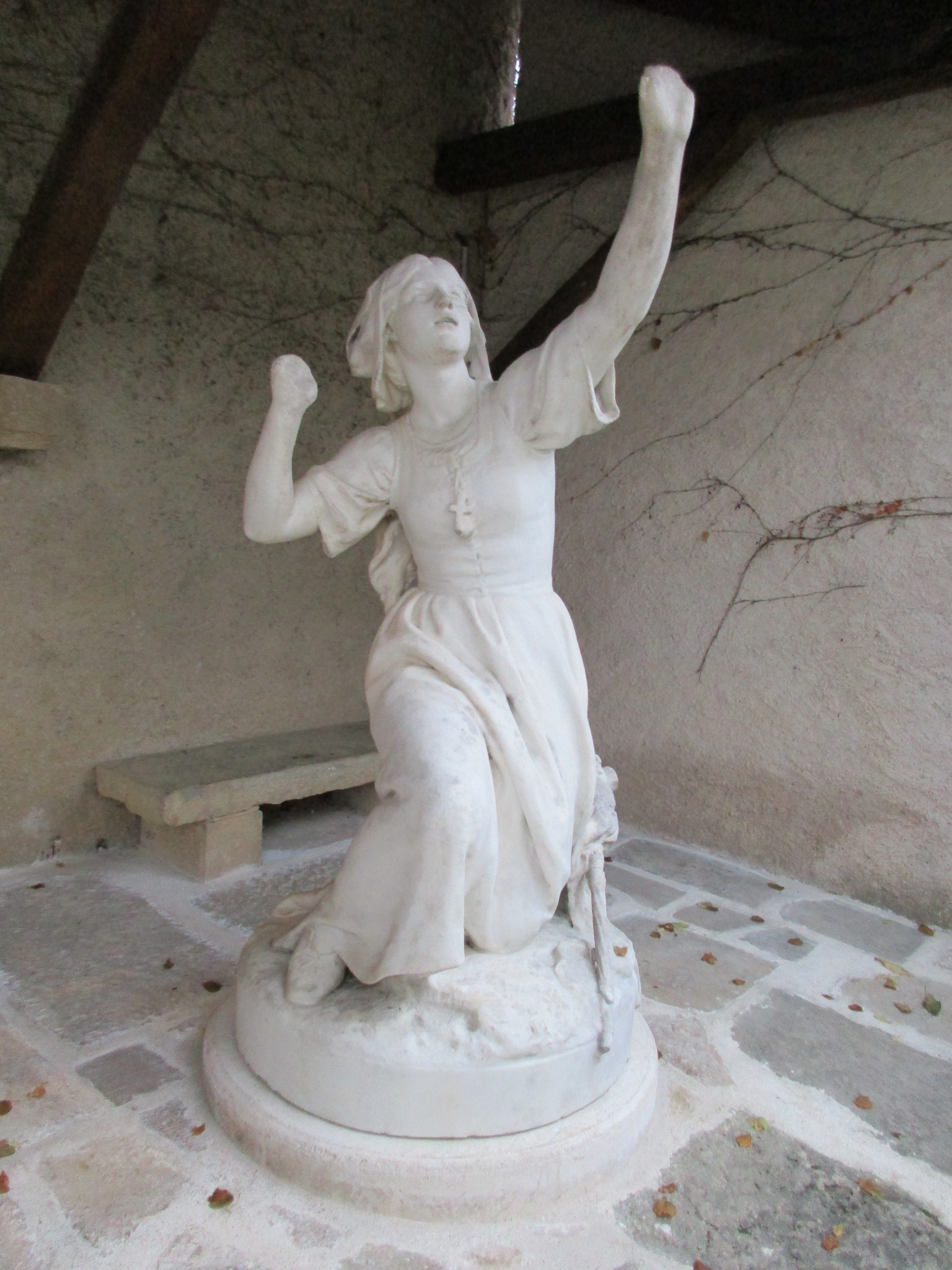
Statue de Jeanne d'Arc.
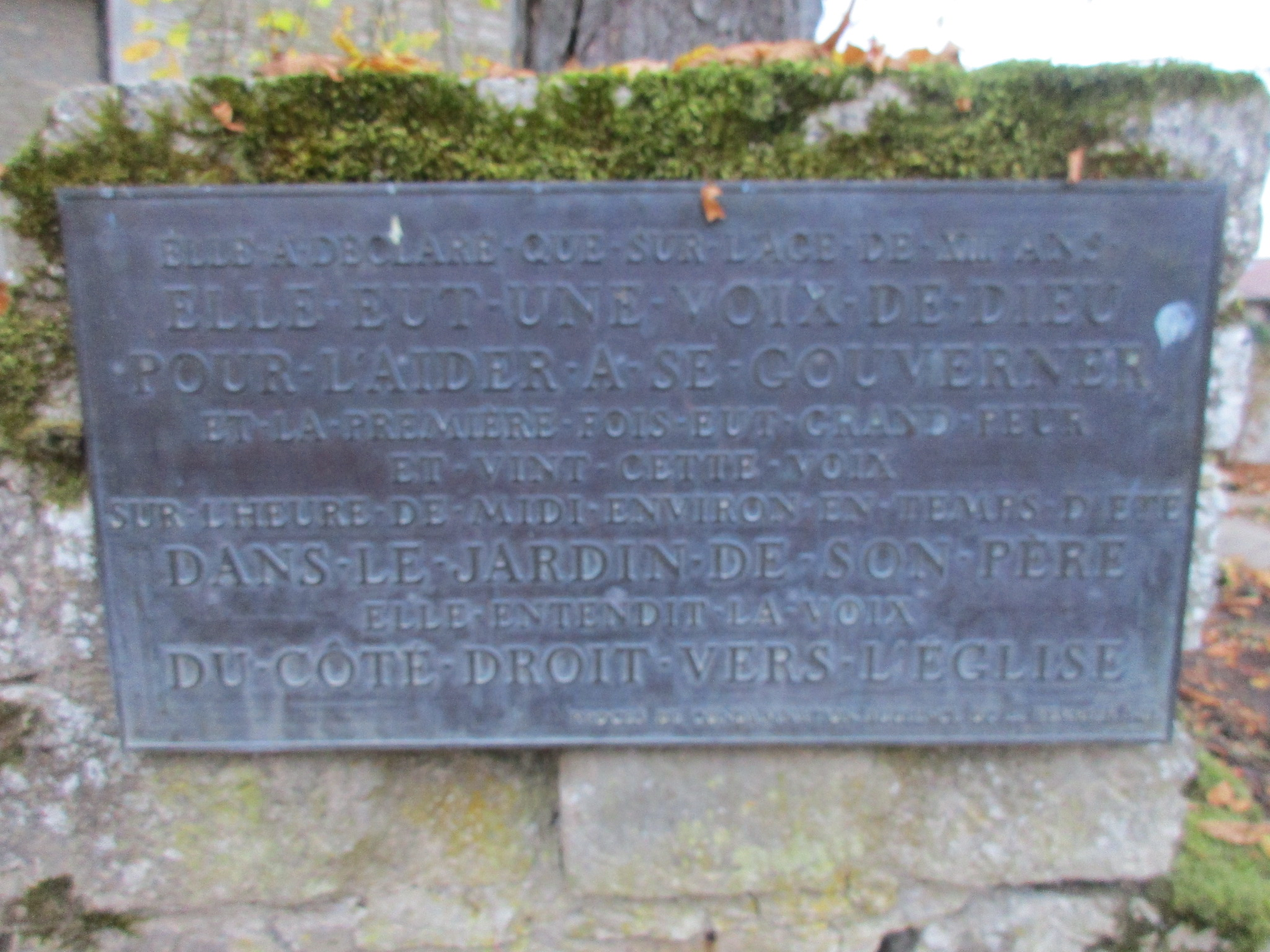
Plaque commémorative du jardin entre la maison et l'église, où Jeanne entend pour la première fois la voix de Dieu, puis celle des saintes Catherine d'Alexandrie, Marguerite d'Antioche, et de l'archange saint Michel.
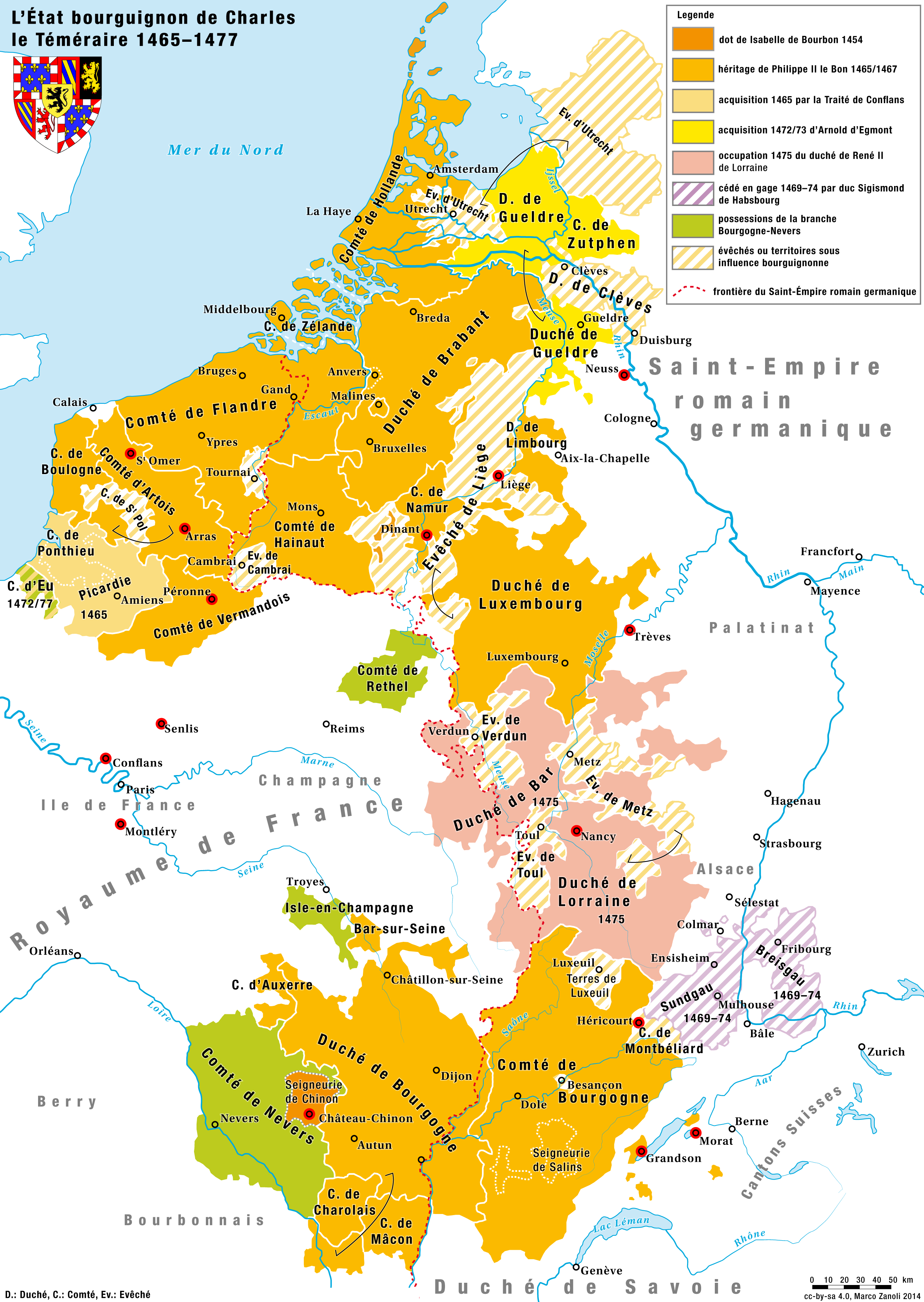
État bourguignon (duché de Bourgogne et Pays-Bas bourguignons) (1363-1579).
Royaume de France en 1429.

Selon l'histoire de France et l'histoire de l'Église catholique, Jeanne d'Arc rapporte à ses juges lors de son procès pour hérésie du 22 février 1431, le récit du premier appel de ses voix, qu'elle prend pour celle de Dieu, à l'âge de treize ans, à l'époque de la signature du Traité de Troyes de 1420 : « Et cette voix vint quasi à l'heure de midi, en été, dans le jardin de son père, et ladite Jeanne n'avait pas jeûné le jour précédent. Elle entendit la voix sur le côté droit vers l'église. »
Jeanne affirme également avoir vu en apparition et entendu au même âge et au même endroit les voix célestes des saintes Catherine d'Alexandrie, Marguerite d'Antioche, et de l'archange saint Michel lui demandant d'être pieuse, de ramener la paix au royaume de France en le libérant de ses envahisseurs, et de conduire le dauphin de France (Charles VII) sur le trône en le faisant sacrer roi de France par l'église catholique à la cathédrale Notre-Dame de Reims (Jeanne d'Arc de Domrémy à Chinon 1428 - février 1429)...

## Après Jeanne d'Arc
La maison reste la propriété de la famille d'Arc jusqu'au XVIe siècle, avant d'être achetée en 1586 par Louise de Stainville, comtesse de Salm. La maison est ensuite acensée, en 1611, à Germain Toussaint. Puis, avec les troubles induits par la guerre de Trente Ans, on ne connaît pas les noms des locataires ni des propriétaires successifs. En 1700, la maison forme le douaire d'une certaine Nicole Floquet qui la fait entrer dans le patrimoine de la famille Gérardin.

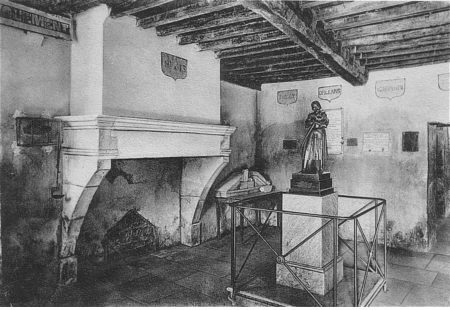
Intérieur de la maison avec la statuette de bronze offerte par la princesse Marie d'Orléans (1910).
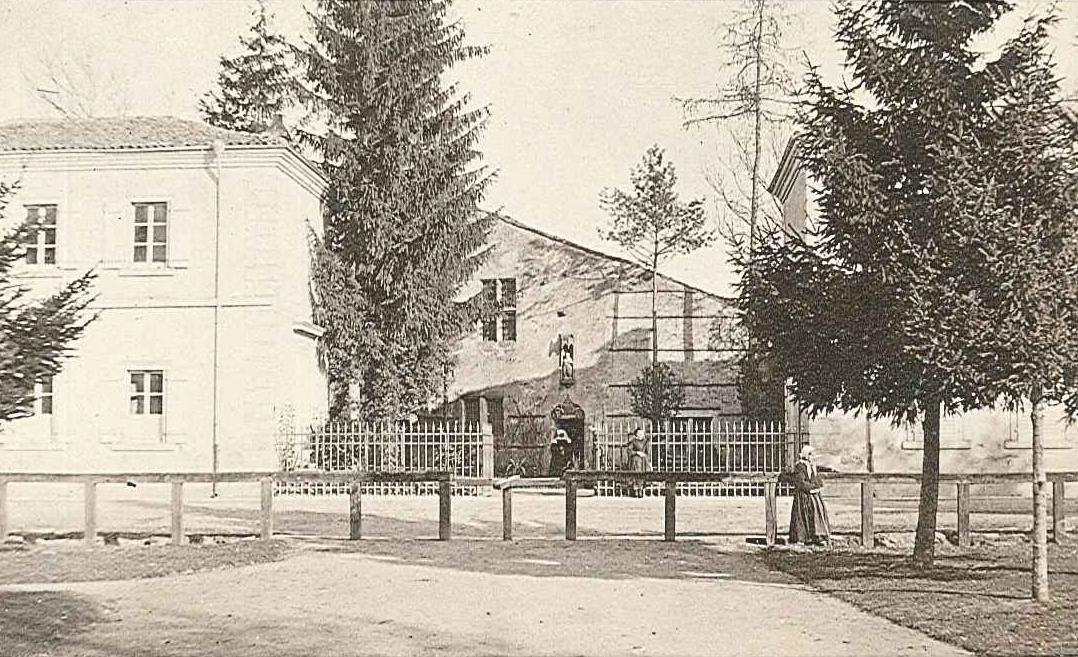
Extérieur de la maison (vers 1870).
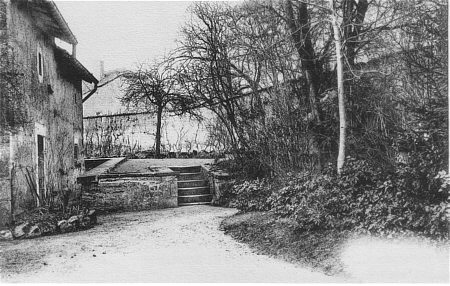
Jardin derrière la maison où Jeanne d'Arc aurait eu sa première vision (1910).
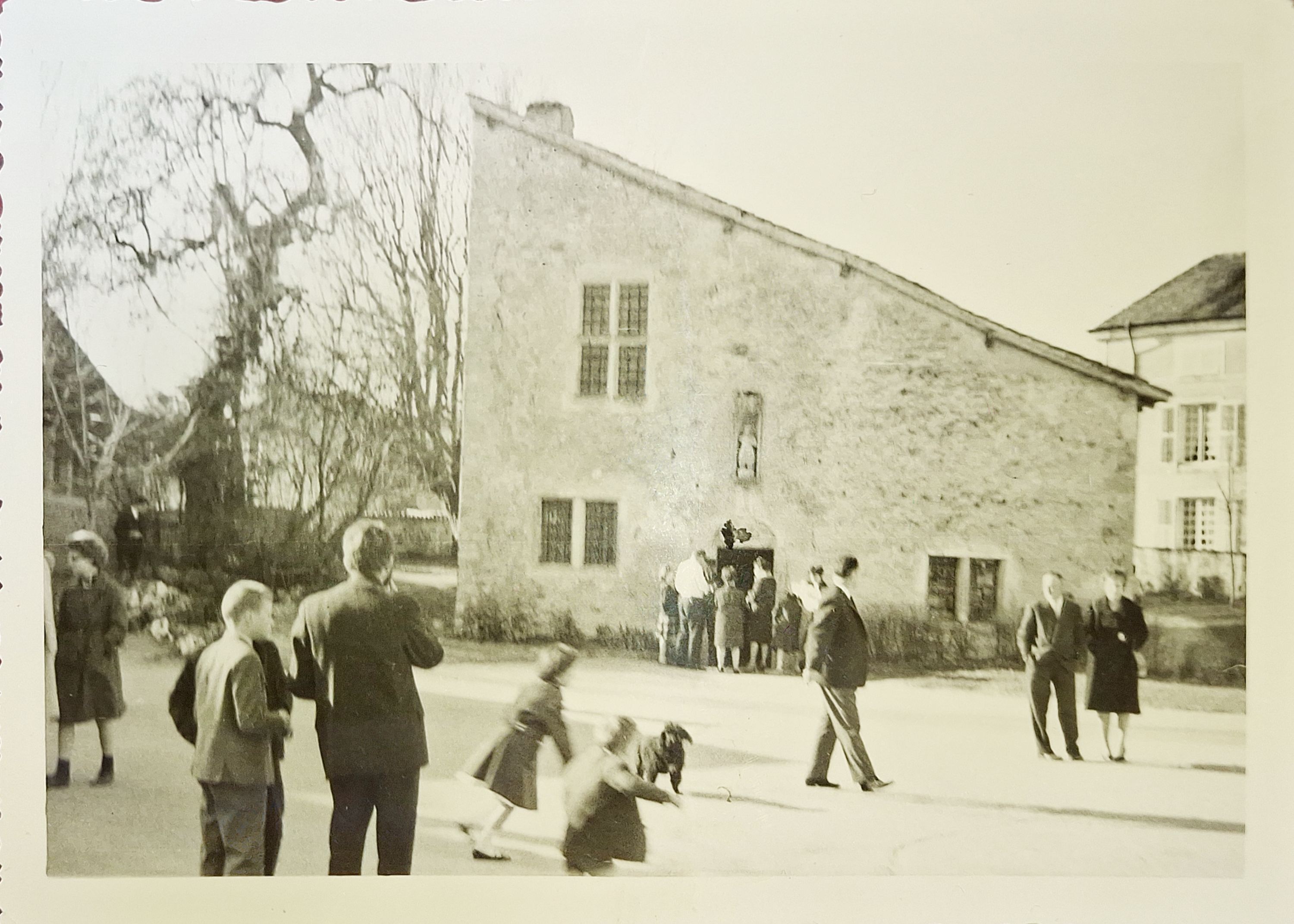
Maison natale de Jeanne d'Arc en Avril 1963

La maison natale est fortement modifiée à partir de 1767 par cette famille, le détournement du ruisseau des Trois Fontaines provoquant des infiltrations dans celle-ci, la rendant inhabitable ; elle servit dès lors de remise et de dépendance agricole. Les Gérardin font construire un corps de ferme moderne sur l'avant.

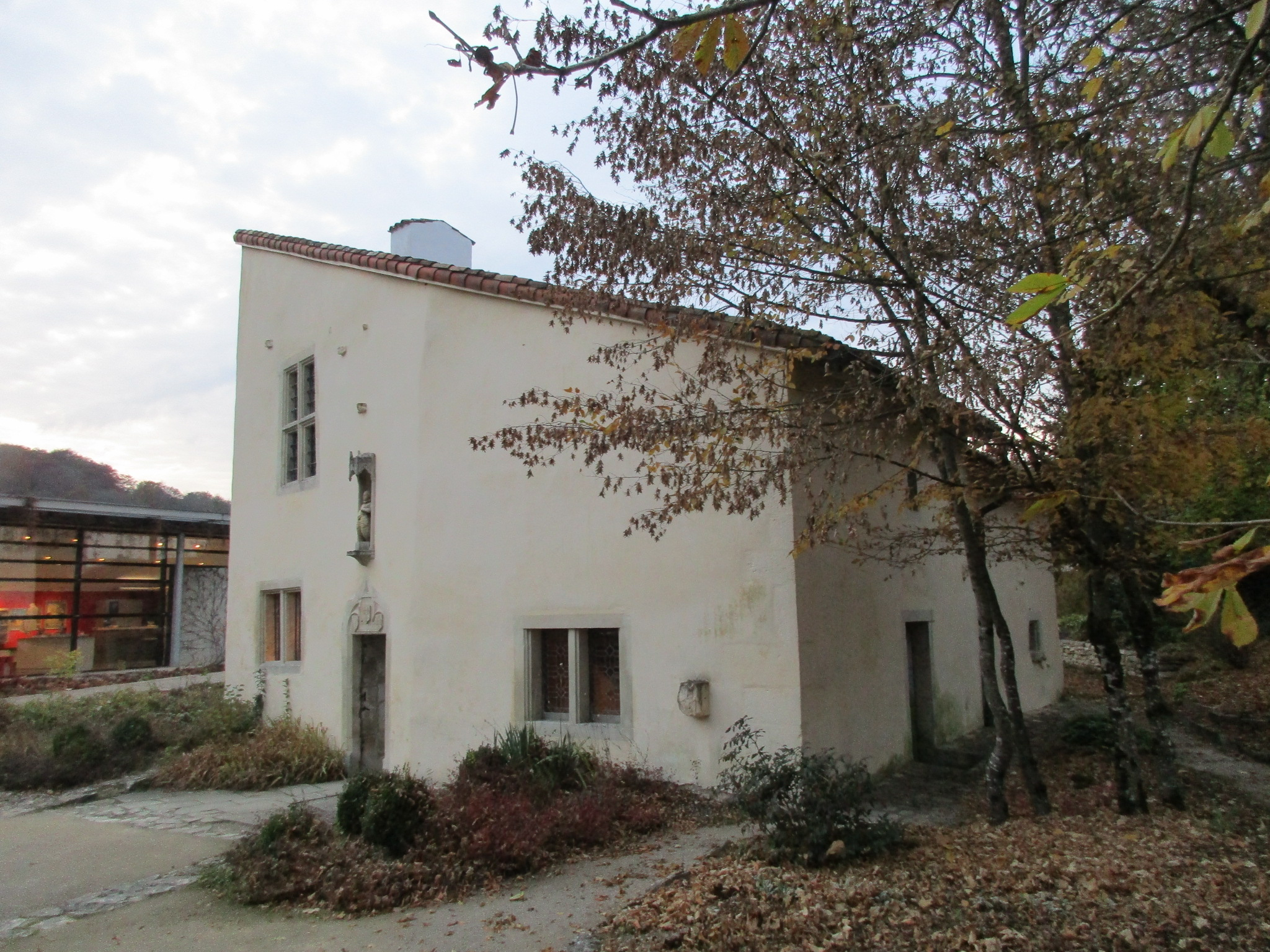
Façade.
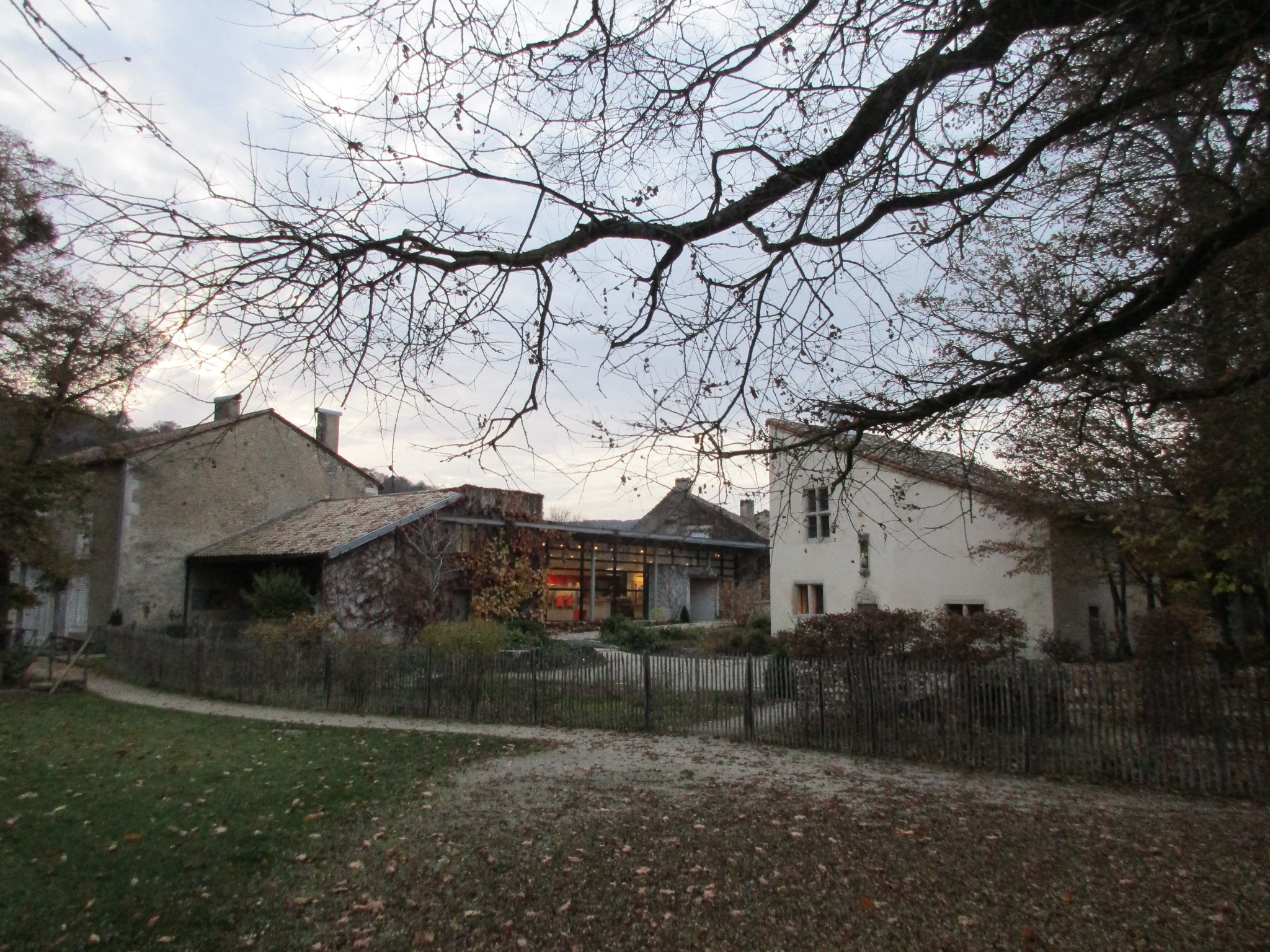
Musée contigu.
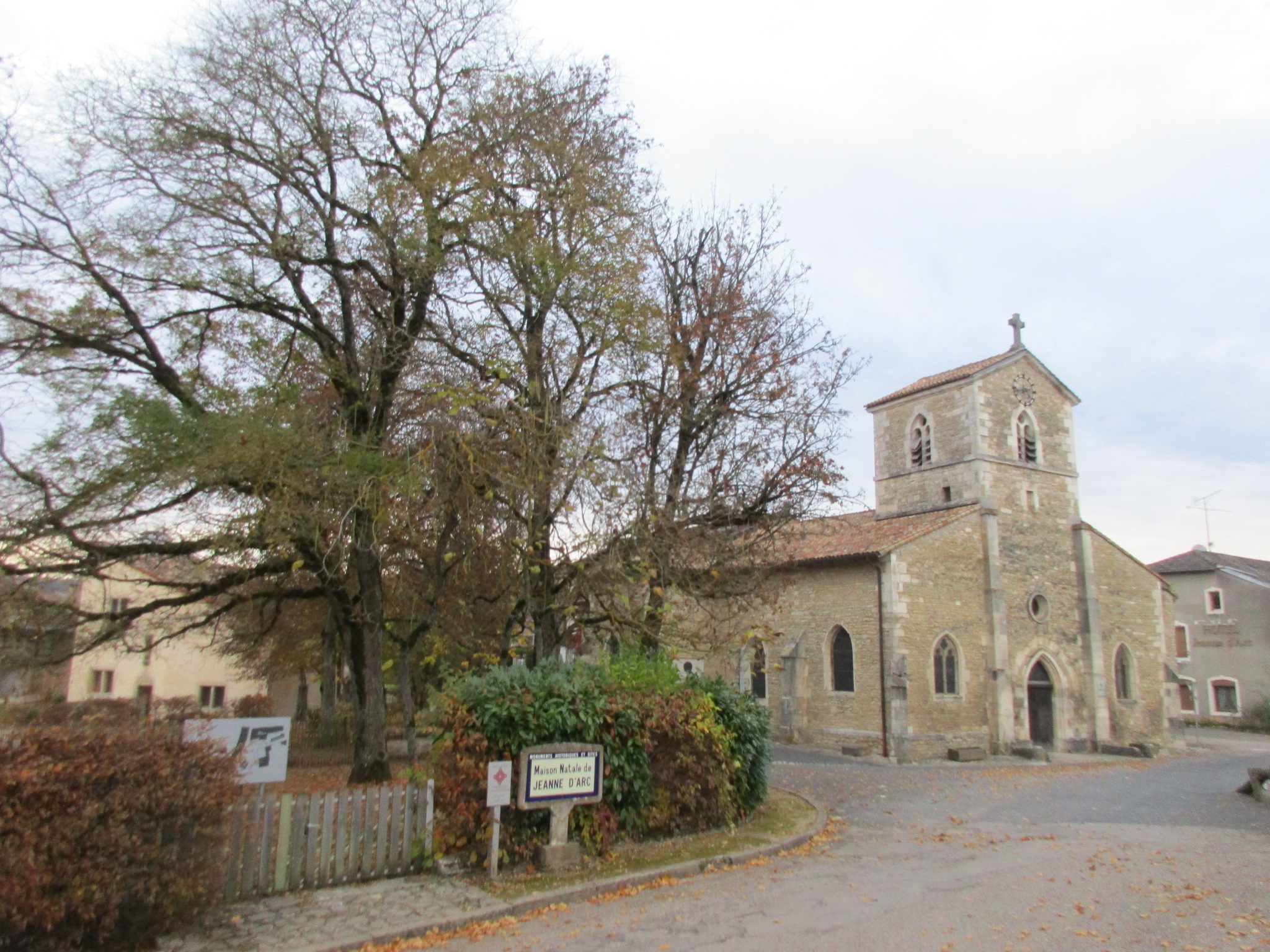
Église Saint-Rémy de Domrémy-la-Pucelle voisine.
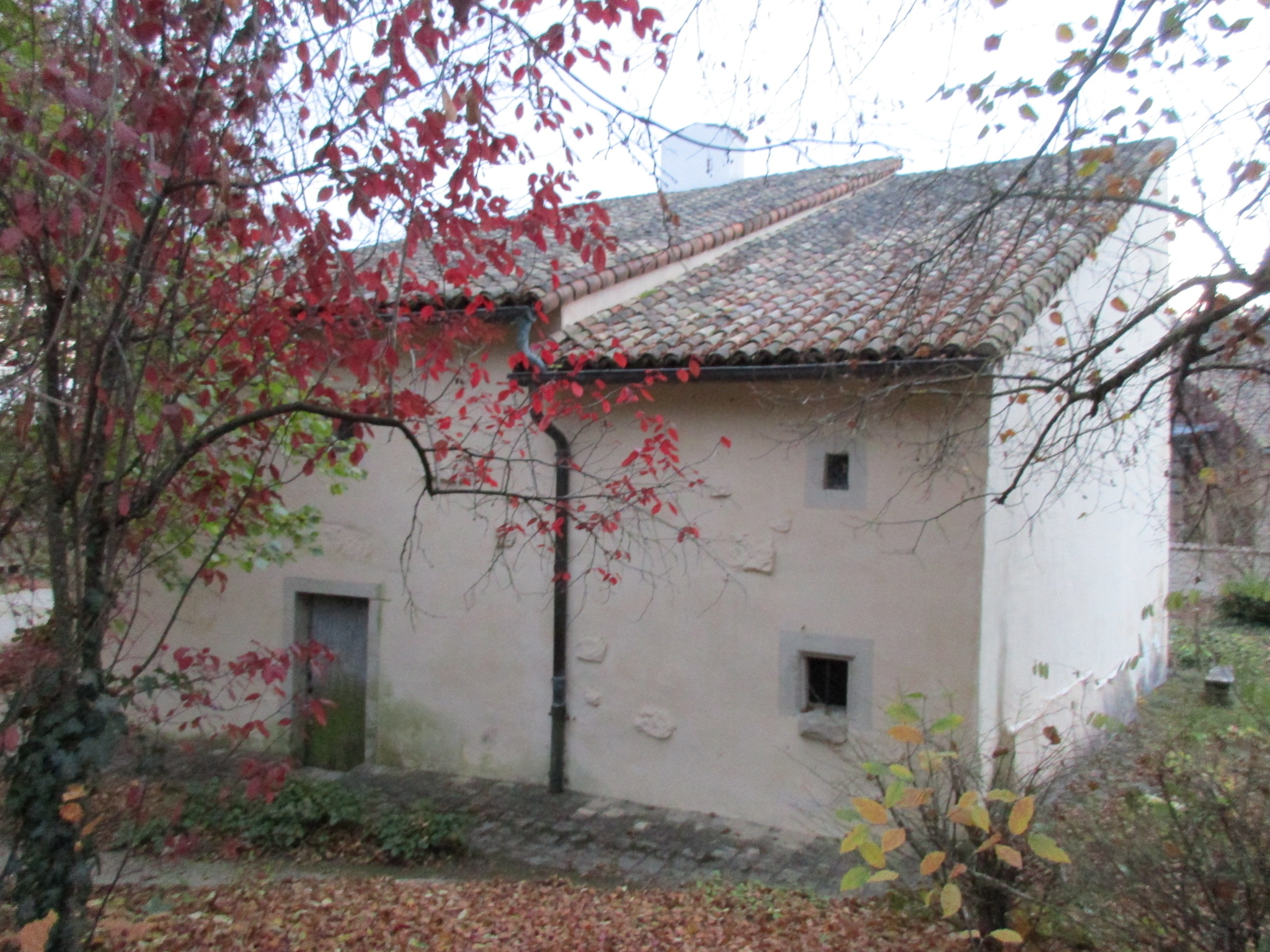
Arrière, toit en appentis à tuile canal.

Des touristes renommés l'ont visitée très tôt, dont le philosophe Michel de Montaigne durant l'année 1580 qui la mentionne dans son Journal de voyage, puis l'historien lorrain Dom Calmet au siècle suivant. La maison a été achetée pour 2 500 francs à Nicolas Gérardin le 20 juin 1818 par le Conseil général des Vosges. Elle a alors été restaurée par Jean-Baptiste Jollois, ingénieur en chef du département (les constructions avoisinantes ont été détruites pour la mettre en valeur au centre d'un jardin arboré) et classée monument historique par la première liste de monuments historiques français protégés en 1840 par l'écrivain historien Prosper Mérimée. Elle est ainsi le premier site à acquérir ce statut non pour ses caractéristiques architecturales, mais en raison de son propriétaire d'origine.
En 1870, la maison fut visitée par l'écrivain allemand Theodor Fontane en pleine guerre franco-allemande. À sa sortie de la bâtisse, il fut arrêté par des francs-tireurs français qui le soupçonnaient d'espionnage.

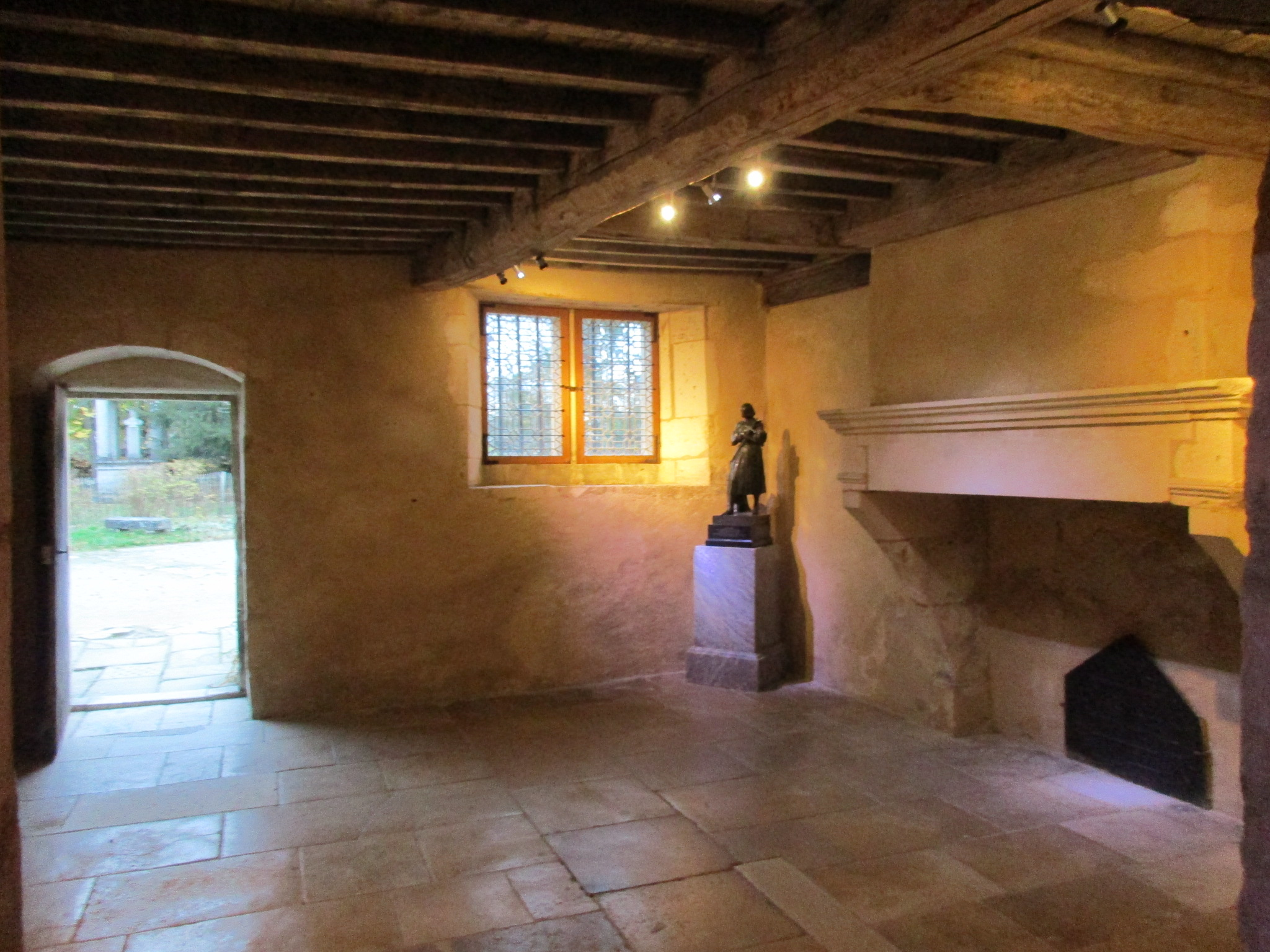
Pièce principale.
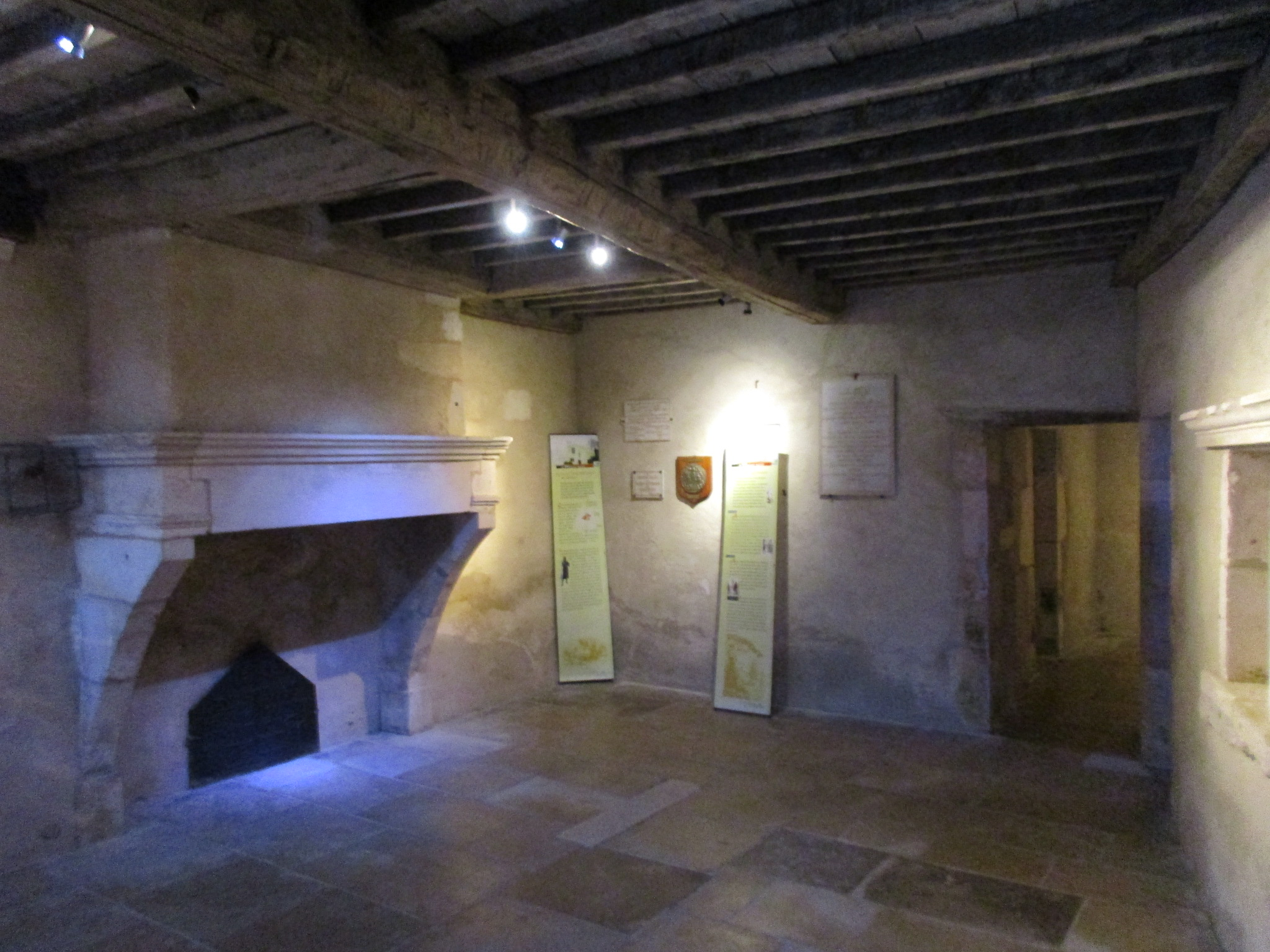
Pièce principale.
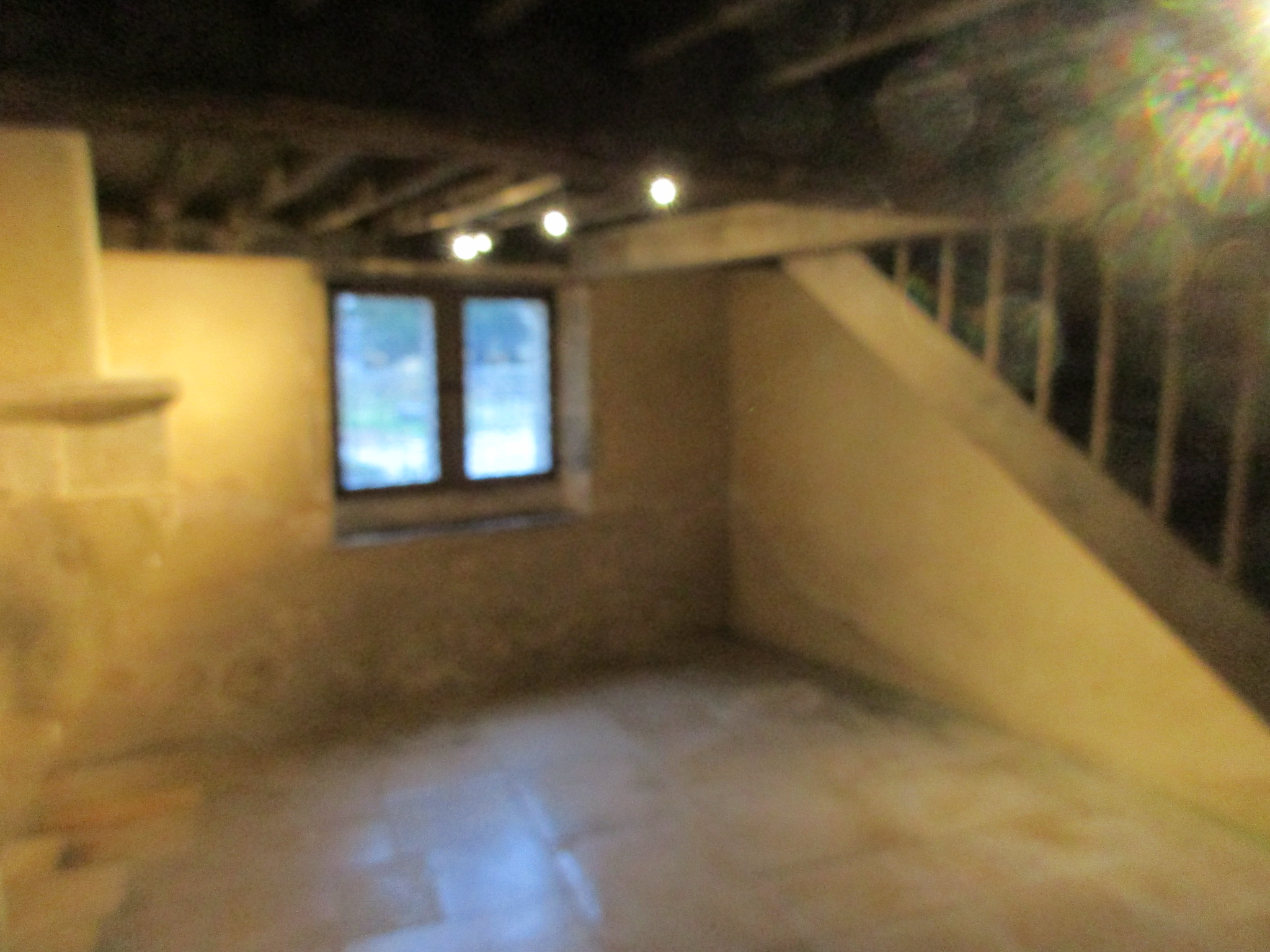
Chambre dite des frères.
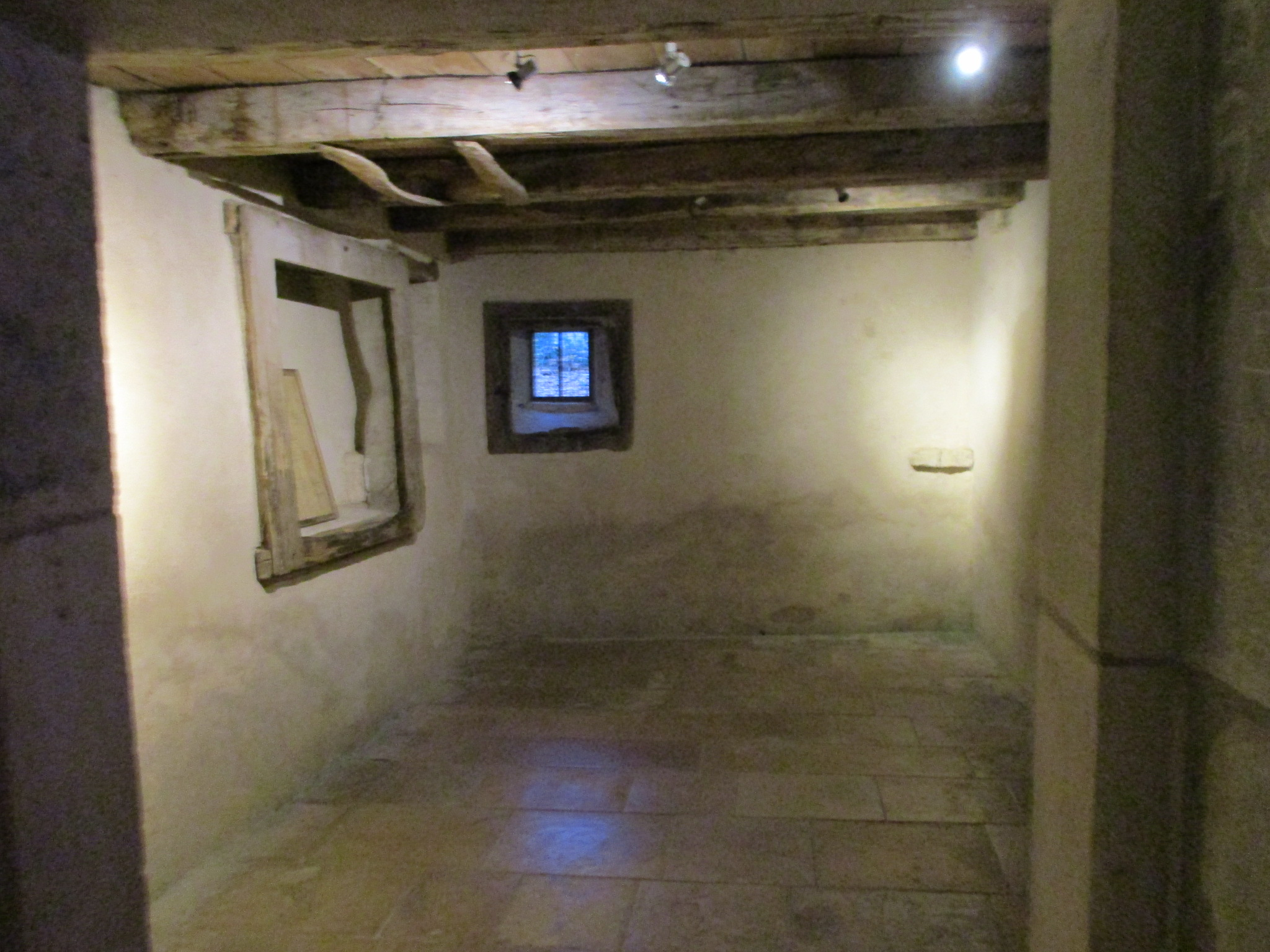
Chambre dite des sœurs.

## Sculptures
Sur la façade principale, au-dessus de la porte d'entrée, une niche a été aménagée dans laquelle a été installée en 1839 une statue de Jeanne d'Arc agenouillée, en armure. Il s'agit d'une copie en fonte d'une statue conservée au centre d'interprétation johannique « Visages de Jeanne ». Cette œuvre est une variante de la statue commémorative érigée sur le pont d'Orléans en 1562, détruite en 1793 mais bien connue par la gravure. On a émis l'hypothèse d'une commande des comtes de Salm, propriétaires de la maison de Jeanne depuis 1586, ou d'une statue provenant de la chapelle des Du Lys dans l'église paroissiale. Cependant, l'existence d'une statue identique (détruite en 1793), érigée en 1611 par Étienne Hordal dans la cathédrale Saint-Étienne de Toul, plaide pour le rattachement de cette œuvre à l'ensemble de l'oratoire du Bois-Chenu à quelques kilomètres (actuelle basilique du Bois-Chenu). Mutilée au niveau des bras et des jambes, il s'agit de la plus ancienne statue de Jeanne d'Arc actuellement conservée.

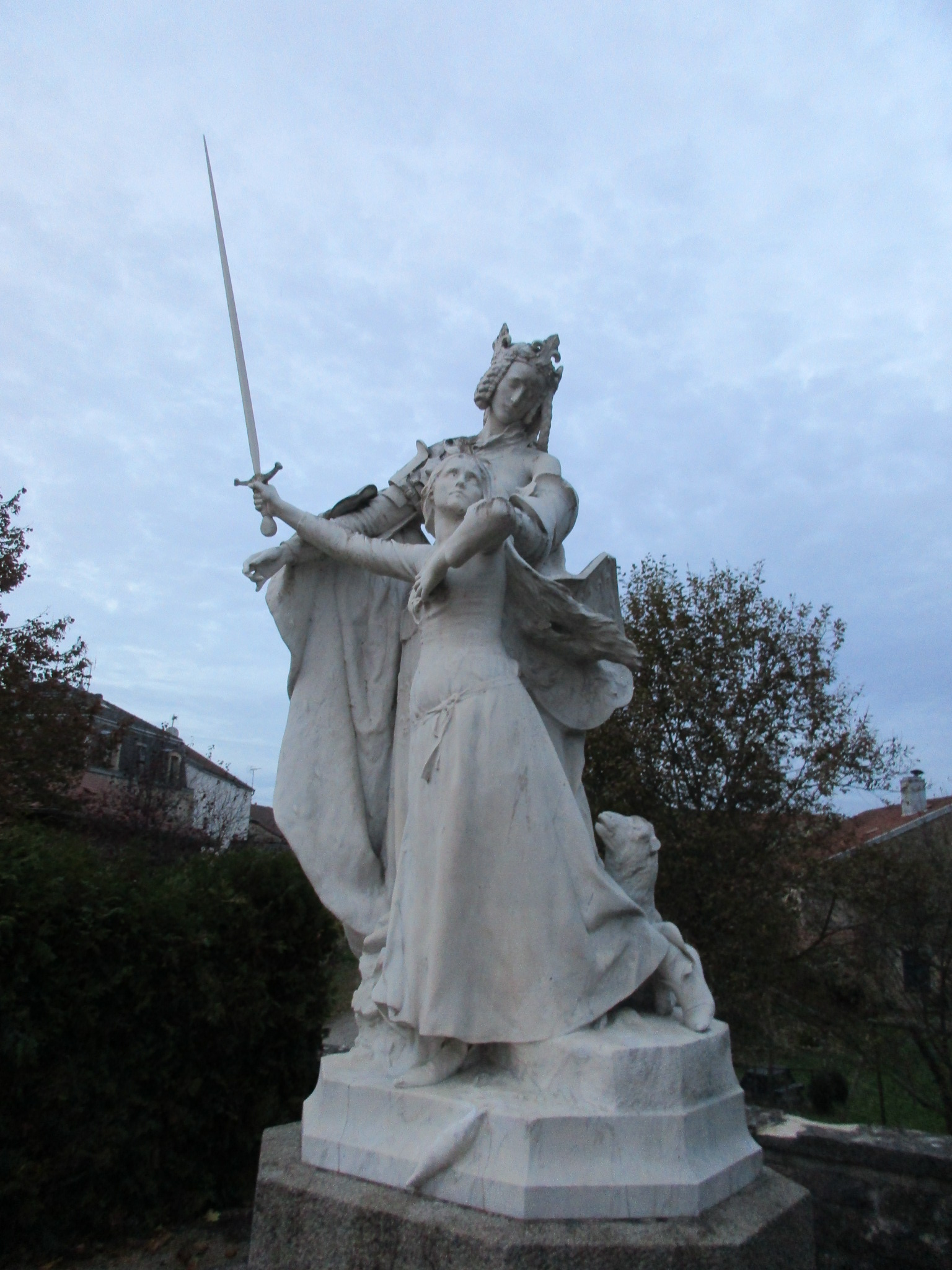
Monument aux morts de la commune.
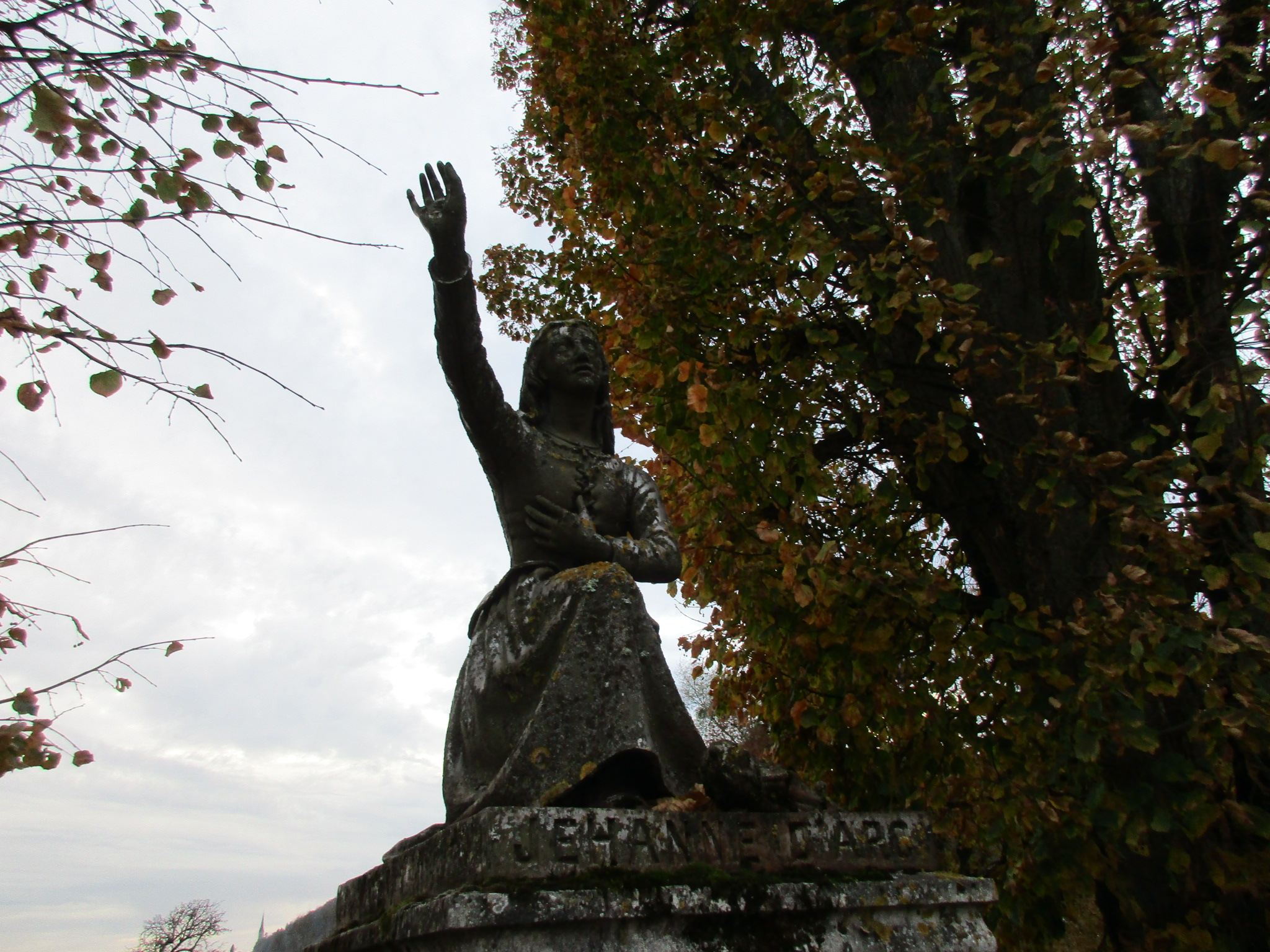
Place voisine.
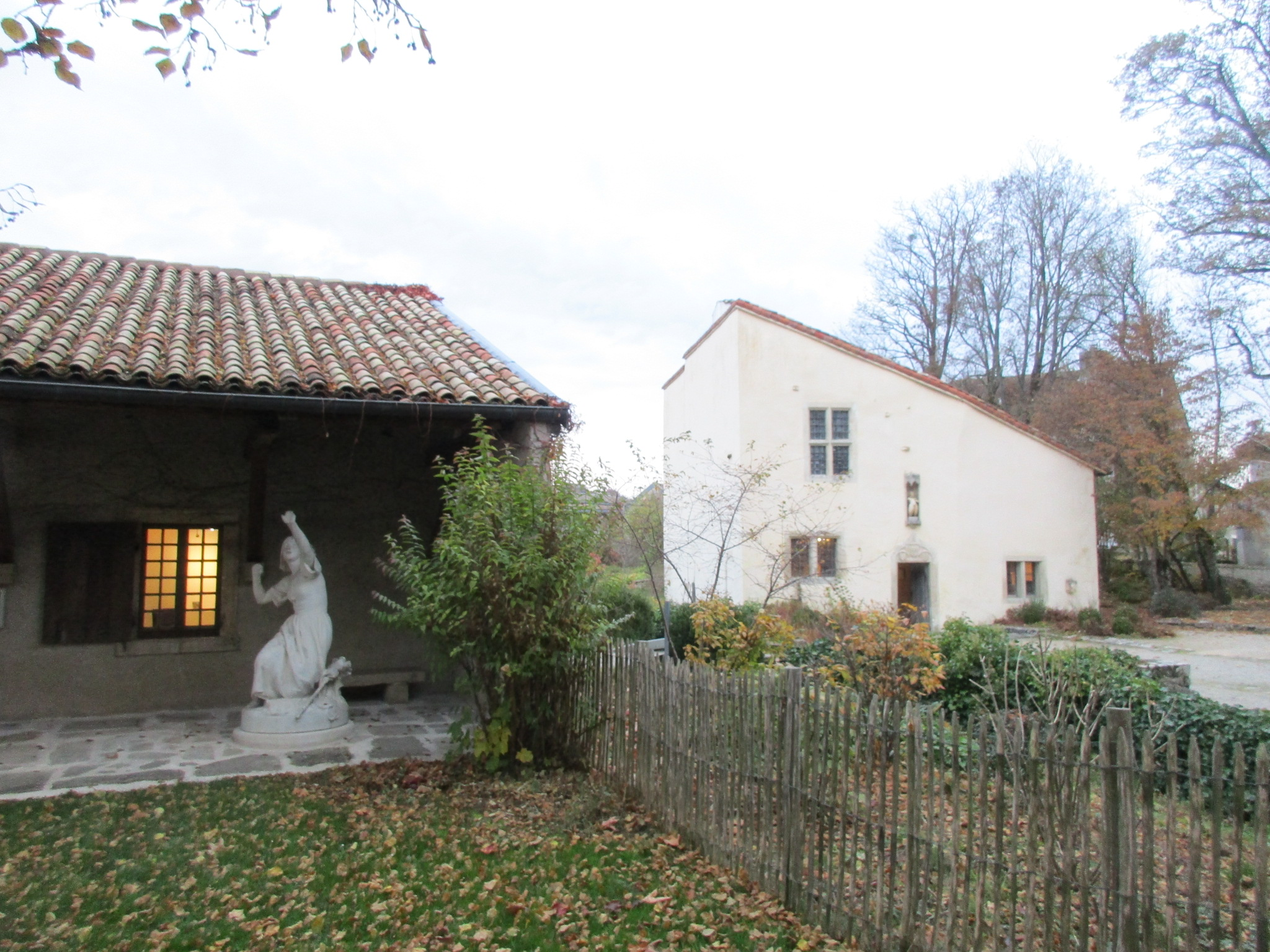
Entrée du musée voisin.
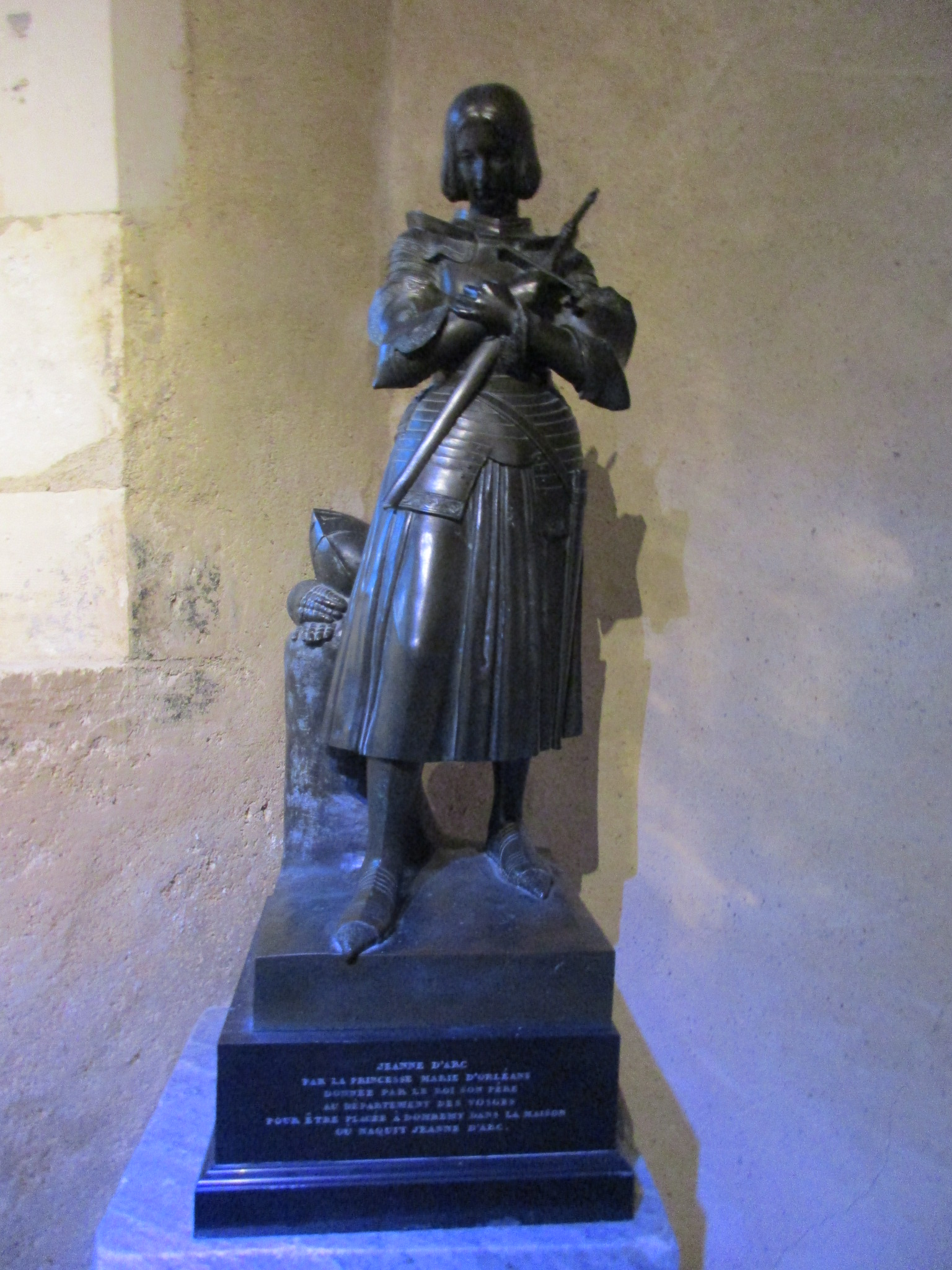
Jeanne, par la princesse Marie d'Orléans.
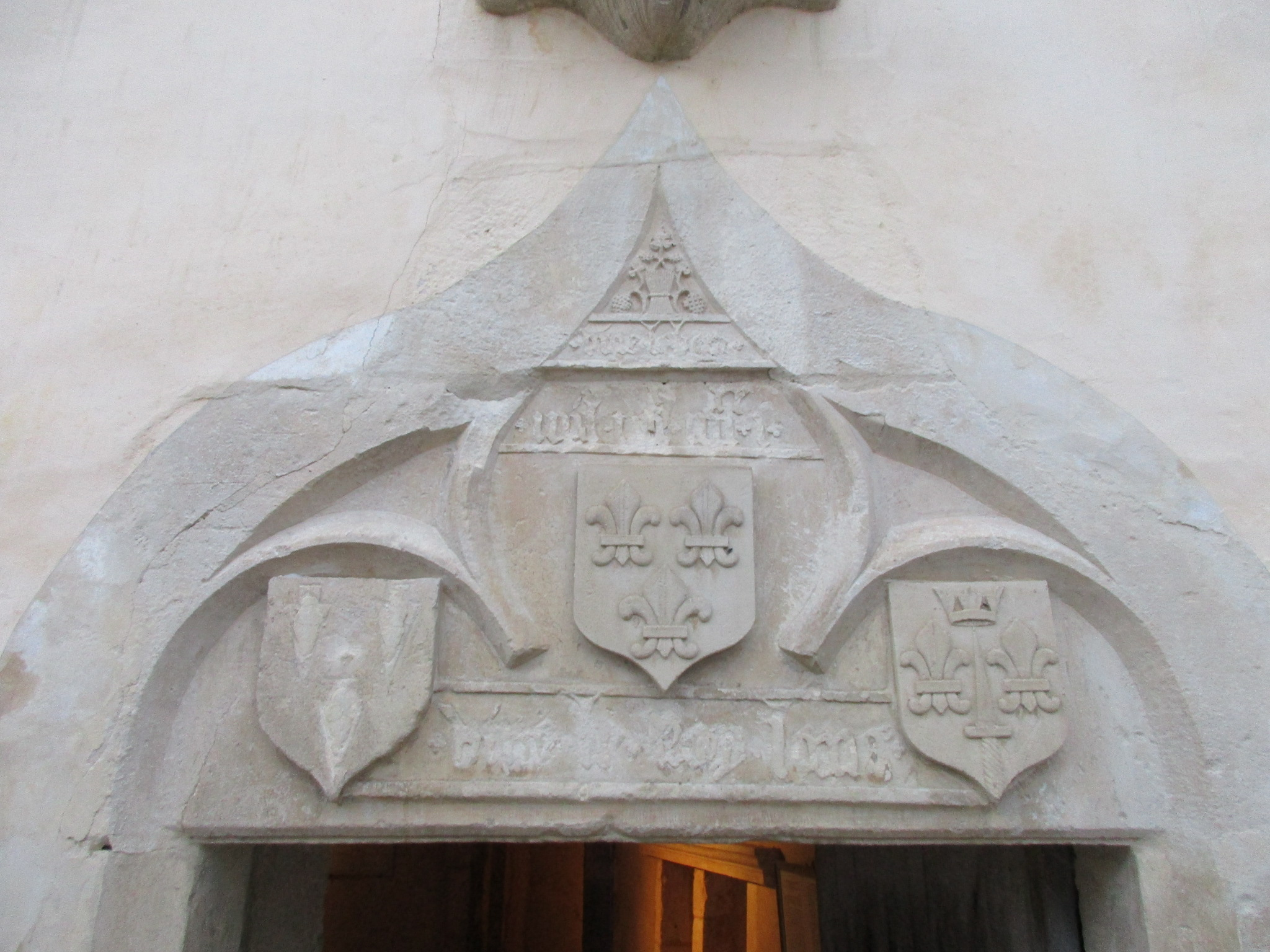
Linteau de la porte d'entrée : l'écu central renvoie à la couronne de France. Les écussons inférieurs évoquent le couple Nicole Thiesselin[16] et de Claude du Lys, petit-fils du frère aîné de Jeanne (armoiries de la famille d'Arc)[17].

En 1820, le roi Louis XVIII finance un monument néoclassique en calcaire d'Euville (fontaine monumentale en forme de portique à quatre pilastres et un fronton de style grec) orné sur un cippe d'un buste de Jeanne d'Arc en marbre blanc sculpté par Jean-François Legendre-Héral ; il est sur une place voisine de la maison,.

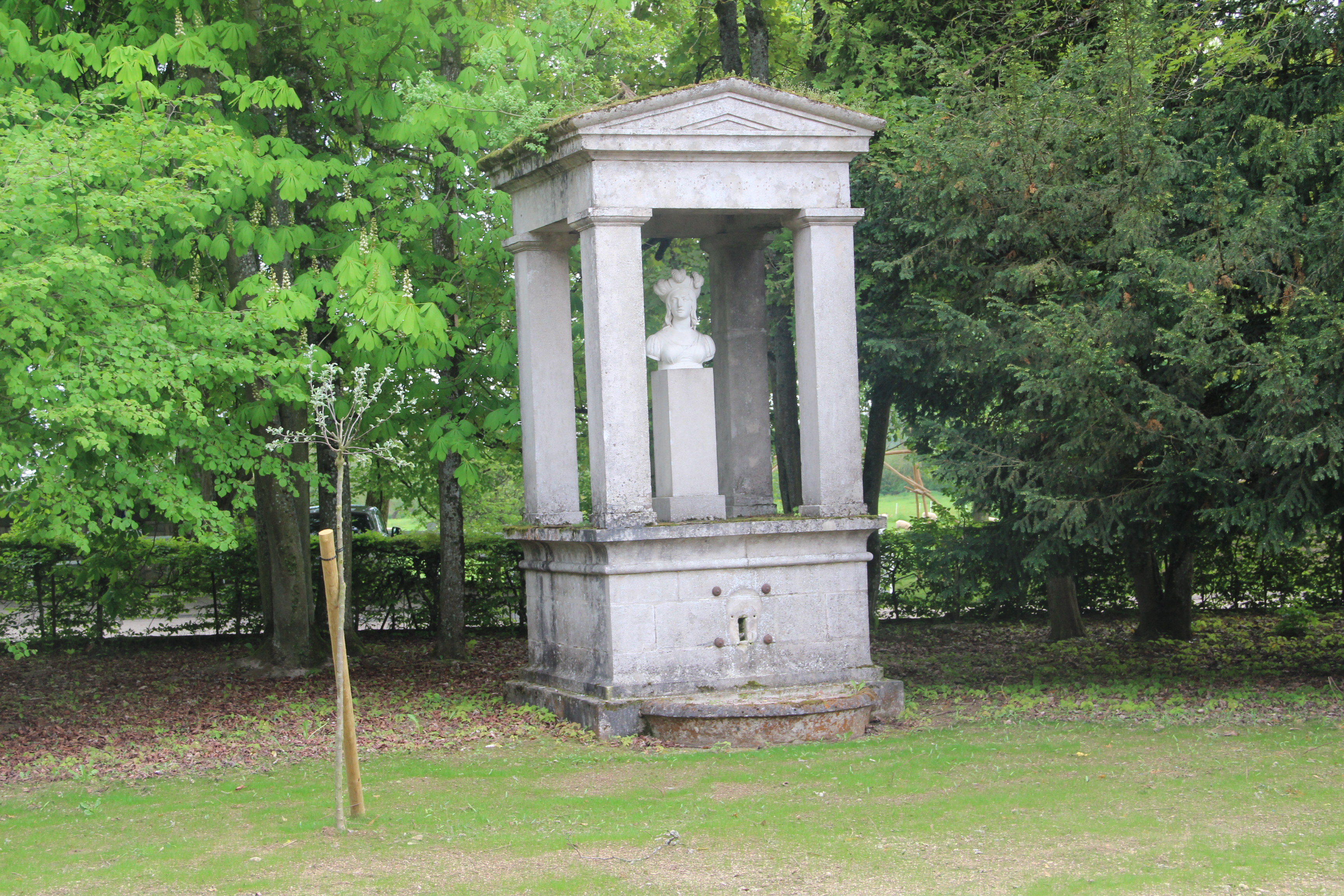
Buste de Legendre-Héral aux abords de la maison.

## Reproductions et arts
- La maison natale de Jeanne d'Arc est représentée sur une toile conservée dans l'église Saint-Jacques-le-Majeur de Ménil-en-Xaintois[20].
- Elle a inspiré le poète Pierre-Antoine Lebrun pour un poème écrit en 1815[21].
- Elle est représentée sur un tableau de Jules Bastien-Lepage en 1879.
- Elle est l'objet d'un tableau d'Henry Ossawa Tanner en 1918.
- Elle est le sujet d'un timbre émis en mai 1996.
- Elle est reproduite dans le Parc Miniature Alsace Lorraine à Plombières-les-Bains.

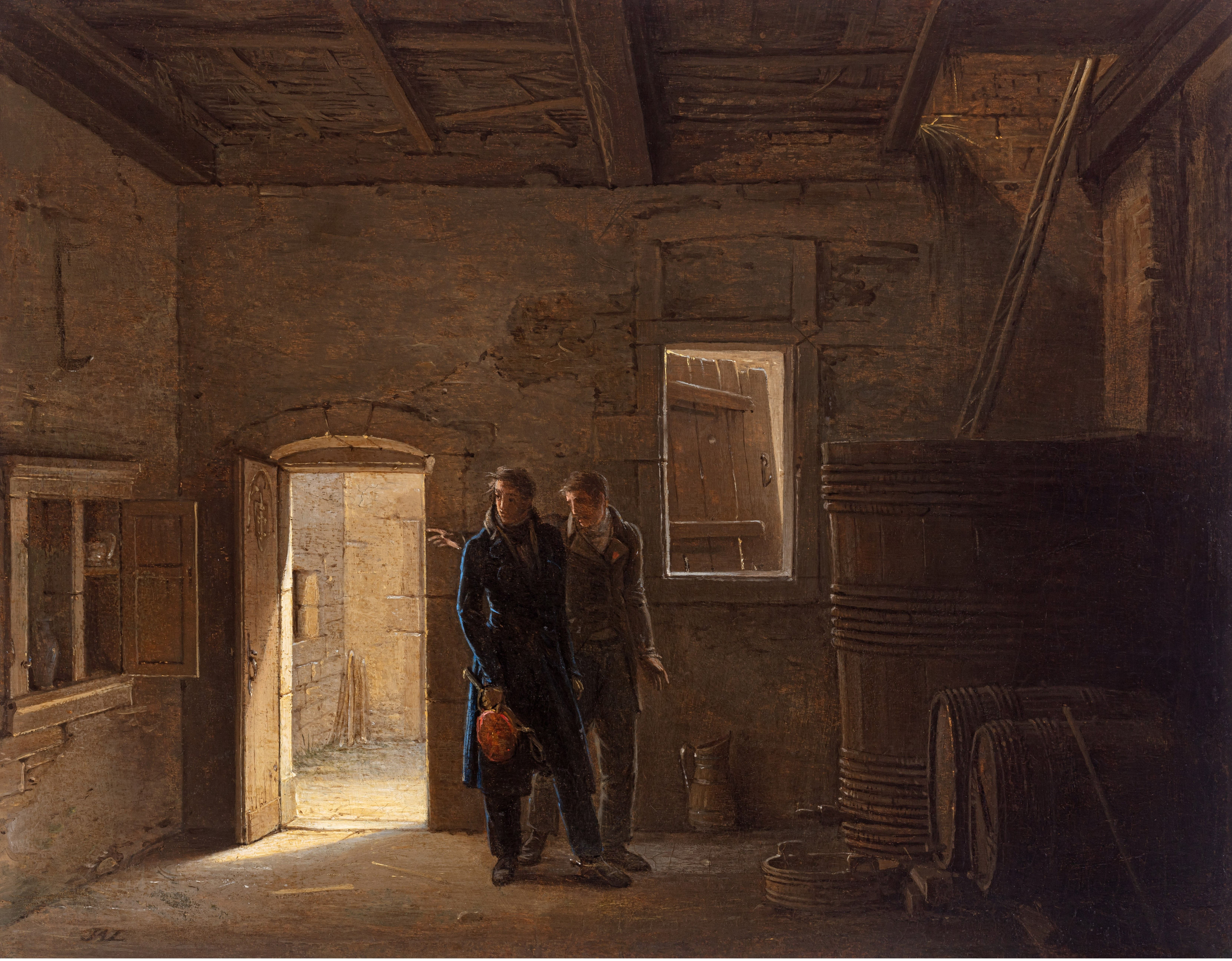
Maison natale de Jeanne d'Arc avant sa restauration par Jean-Antoine Laurent en 1819.
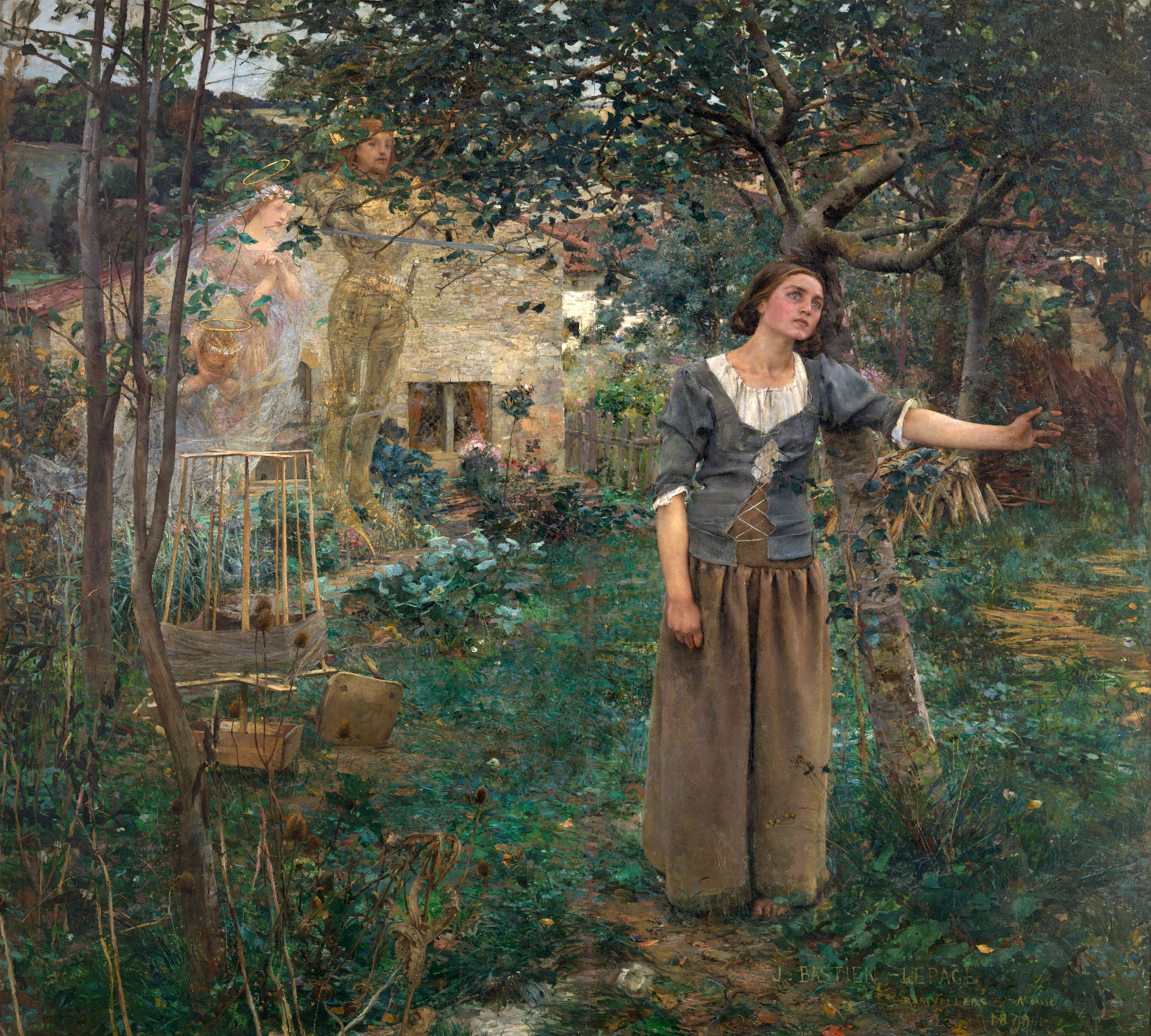
La maison natale de Jeanne d'Arc vue par Jules Bastien-Lepage en 1879.
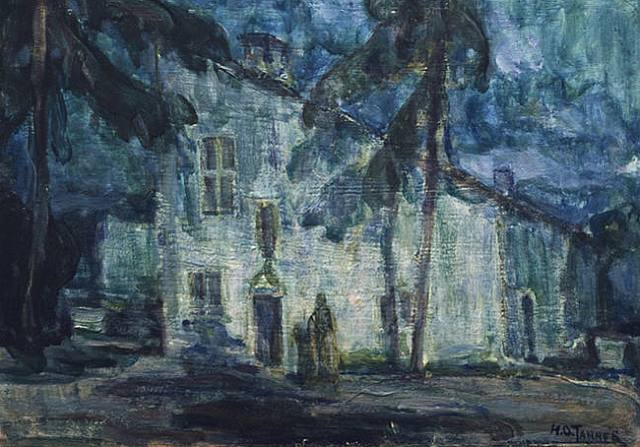
La maison natale de Jeanne d'Arc vue par Henry Ossawa Tanner en 1918.

### Sources anciennes
- Jean-Baptiste Prosper Jollois, Histoire abrégée de la vie et des exploits de Jeanne d'Arc, surnommée la Pucelle d'Orléans, suivie d'une notice descriptive du monument élevé à sa mémoire à Domremy, de la chaumière où l'héroïne est née, des objets antiques que cette chaumière renferme, et de la fête d'inauguration célébrée le 10 septembre 1820, Paris, P. Didot l'aîné, 1821, 202 p. (lire en ligne).
- Charles-Nicolas-Alexandre de Haldat du Lys, Examen critique de l'histoire de Jeanne d'Arc, suivi de la relation de la fête célébrée à Dom-Remi en 1820 et de mémoires sur la maison de Jacques Darc et sur sa descendance, Nancy, Grimblot et veuve Raybois, 1850, 338 p. (lire en ligne).
- Amédée-Frédéric-Fulgence Huin-Varnier, Histoire populaire de Jeanne d'Arc, suivie de détails curieux sur sa chaumière, sur les lieux que la pieuse héroïne a visités, et sur l'établissement d'un musée à Domremy (Vosges), Paris, Garnier frères, et Neufchâteau, Kienné, 1856, 174 p. [lire en ligne].
- Alexandre Sorel, La Maison de Jeanne d'Arc à Domremy, Paris, Honoré Champion, et Orléans, Herluison, 1886, 115 p. [lire en ligne].
- René Salvador Du Fesq, Domrémy-la-Pucelle : Ses environs, la maison de Jeanne d'Arc, Épinal, E. Busy, 1890, 42 p.

### Sources contemporaines
- Olivier Bouzy, « La maison natale de Jeanne d'Arc à Domremy », Connaissance de Jeanne d'Arc, Chinon, no 28,‎ janvier 1999, p. 28–35 (lire en ligne).
- Jacques Choux, « L'authenticité de la maison de Jeanne d'Arc à Domremy », Le Pays lorrain, vol. 55, no 1,‎ janvier-mars 1974, p. 1–14 (lire en ligne).
- Catherine Guyon (dir.) et Magali Delavenne (dir.), De Domremy... à Tokyo : Jeanne d'Arc et la Lorraine (actes du colloque universitaire international, Domrémy et Vaucouleurs, 24 - 26 mai 2012, organisé par le Conseil général de la Meuse, le Conseil général des Vosges, l'Université de Lorraine, et al.), Nancy, PUN-Éditions universitaires de Lorraine, coll. « Archéologie, espaces, patrimoines », 2013, 406 p. (ISBN 978-2-8143-0154-2) :
  -  Magali Delavenne, « La “rustique chaumière” de Domremy : Image et imaginaire d'un lieu (XIXe – XXe siècles), p. 63–80.
  -  Ivan Ferraresso, « Revisiter la maison natale de Jeanne d'Arc à Domremy », p. 45–62 [lire en ligne].
- Elsa Sené et Olivier Bouzy, La maison natale de Jeanne d'Arc à Domremy (exposition à la maison de Jeanne d'Arc d'Orléans, 9 octobre 1997 - 30 avril 1998, organisée par le Centre Jeanne d'Arc), Orléans, Maison de Jeanne d'Arc, 1997, 24 p. (BNF 37635399).

### Lieux johanniques lorrains
- Domrémy-la-Pucelle
- Église Saint-Rémy de Domrémy-la-Pucelle
- Basilique du Bois-Chenu
- Chapelle de Bermont
- Église Sainte-Jeanne-d'Arc de Lunéville
- Église Sainte-Jeanne-d'Arc de Montigny-lès-Metz
- Vaucouleurs